# Bandeira da União do Magrebe Árabe
A bandeira da União do Magrebe Árabe é um dos símbolos oficiais da União do Magrebe Árabe.

## História
A União do Magrebe Árabe foi criada em 17 de fevereiro de 1989, através do Tratado de Marraquexe, assinado em Marraquexe, no Marrocos. Contudo, a organização só adotou uma bandeira em 1990.

## Características
Seu desenho consiste em um retângulo de proporção largura-comprimento de 2:3 dividido horizontalmente em três faixas horizontais, sendo a superior vermelha e a inferior um verde separadas por uma faixa branca. Sobre a faixa branca há uma crescente voltada para cima na cor ouro. Sobrea crescente há cinco estrelas de cinco pontas na cor branca formando um semicírculo.

## Simbolismo
As cores foram tomadas das bandeiras dos países membros. As estrelas representam os cinco países membros: Argélia, Líbia, Marrocos, Mauritânia e Tunísia. A crescente representa o Islã.
A bandeira da União do Magrebe Árabe possui elementos de todas das bandeiras dos países membros.
| Argélia | Marrocos | Mauritânia | Líbia | Tunísia |
|         |          |            |       |         |